# Izumo (croiseur)
Pour les articles homonymes, voir Izumo.
L'Izumo (出雲) est un croiseur cuirassé, navire de tête de sa classe construit pour la marine impériale japonaise à la fin des années 1890.

## Historique
Le Japon n'ayant pas la capacité industrielle de construire lui-même de tels navires de guerre, le navire a été construit en Grande-Bretagne.
L'Izumo servit à plusieurs reprises de navire amiral et participa à la plupart des batailles navales de la guerre russo-japonaise de 1904–05. Le navire fut légèrement endommagé pendant la bataille d'Ulsan et la bataille de Tsushima. L'Izumo reçut l'ordre de protéger les citoyens et les intérêts japonais en 1913 pendant la révolution mexicaine, étant toujours déployé dans la zone à l'éclatement de la Première Guerre mondiale en 1914.
Il fut ensuite chargé de mener une guerre de course contre les navires commerciaux allemands et de protéger les navires alliés au large des côtes occidentales de l'Amérique du Nord et centrale. Le navire assista le croiseur cuirassé Asama au début de 1915 après avoir heurté un rocher au large de la Basse-Californie. En 1917, l'Izumo devint le navire amiral de l'escadre japonaise déployée en mer Méditerranée. Après la guerre, il navigua en Grande-Bretagne pour prendre le contrôle de certains anciens sous-marins allemands capturés, puis les escorta une partie du chemin du retour au Japon.

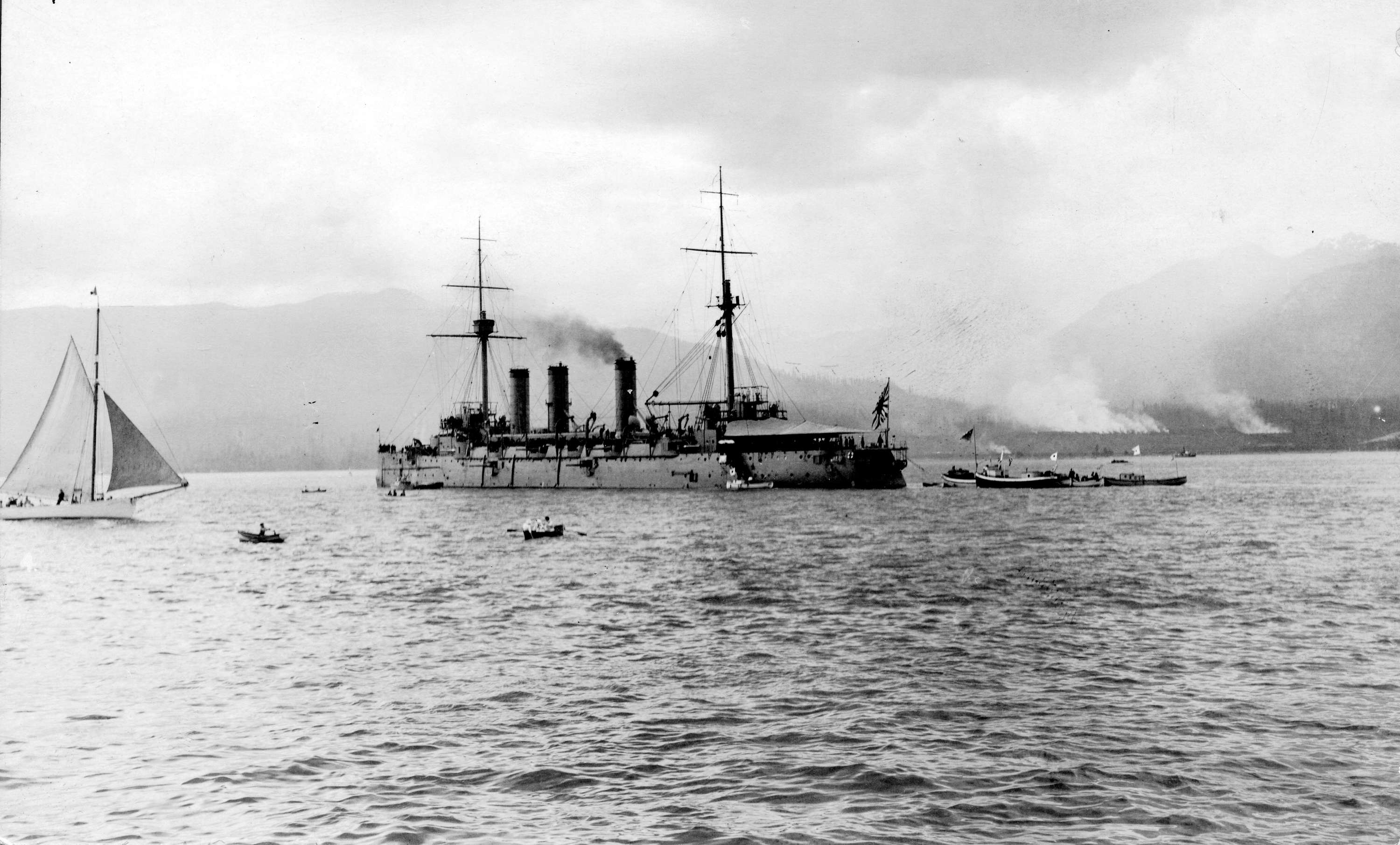
LIzumo au mouillage à Vancouver en 1925.

Le navire passa la plupart des années 1920 comme navire-école pour les élèves-officier et devint le navire amiral des forces chinoises de la marine japonaise en 1932 lors du premier incident de Shanghai. L'Izumo participa à la bataille de Shanghai cinq ans plus tard et s'en sortira sans dommages malgré des attaques aériennes répétées. Le navire joua un rôle mineur dans la guerre du Pacifique, soutenant les forces japonaises pendant la campagne des Philippines jusqu'à sa collision avec une mine.
Ces dommages l'envoient au Japon en 1943 où il reprend ses fonctions de navire-école pour les élèves-officier de la marine. L'Izumo est coulé par un avion américain lors du bombardement de Kure en juillet 1945. Son épave est renflouée puis mise au rebut en 1947.